# Catedral de Palma de Mallorca
La Catedral-Basílica de Santa María en Palma, también llamada Catedral de Mallorca, es el principal edificio religioso de la isla de Mallorca. En mallorquín, se la conoce como La Seu (Seu o Seo es el nombre que reciben las catedrales en la Corona de Aragón). Consiste en un templo de estilo gótico levantino construido a la orilla de la bahía de Palma. Se asoma al mar sobre las murallas romanas y renacentistas que protegían a la ciudad, siendo la única catedral gótica que cumple con esta peculiaridad. Consiste también en la sede de la diócesis de Mallorca, su titular es la Asunción de María.
En 1931 fue declarada Monumento Histórico-artístico. Además, se trata de la catedral con el mayor rosetón del mundo gótico, mayor rosetón original de todas las catedrales góticas europeas (13 metros de diámetro), ya que existen catedrales con rosetones de mayores dimensiones (15m) pero pertenecen al neogótico, y también una de las que tiene una nave de mayor altura entre las catedrales de estilo gótico europeas. El edificio es enorme, su bóveda alcanza una altura de 45 m solo superada por la Catedral de Beauvais 48 m, la catedral gótica más alta del mundo y ligeramente menor que la altura de la Catedral de Milán 45 m, en cambio supera a la Catedral de Colonia 43 m. El edificio abarca 6.655 m². El volumen interior es de 160.000 m³.
Su construcción se inició en 1229, después de la conquista de la isla por la Corona de Aragón. El rey Jaime I, decidió derribar la antigua gran mezquita de Medina Mayurqa para construir un gran templo dedicado a Santa María, debido a que al estallar un fuerte temporal durante la travesía por mar hacia Mallorca para conquistarla, prometió construirle una catedral en veneración si esta les salvaba de la muerte.
En 1346, fue el rey Jaime III quien asistió a su consagración una vez que se consideró "finalizada", aunque los trabajos y acabados continuaron bastantes años después, ya que no se terminó hasta 1601, y, en rigor, se siguió (y se sigue) reformando y restaurando cada poco tiempo.

## Historia

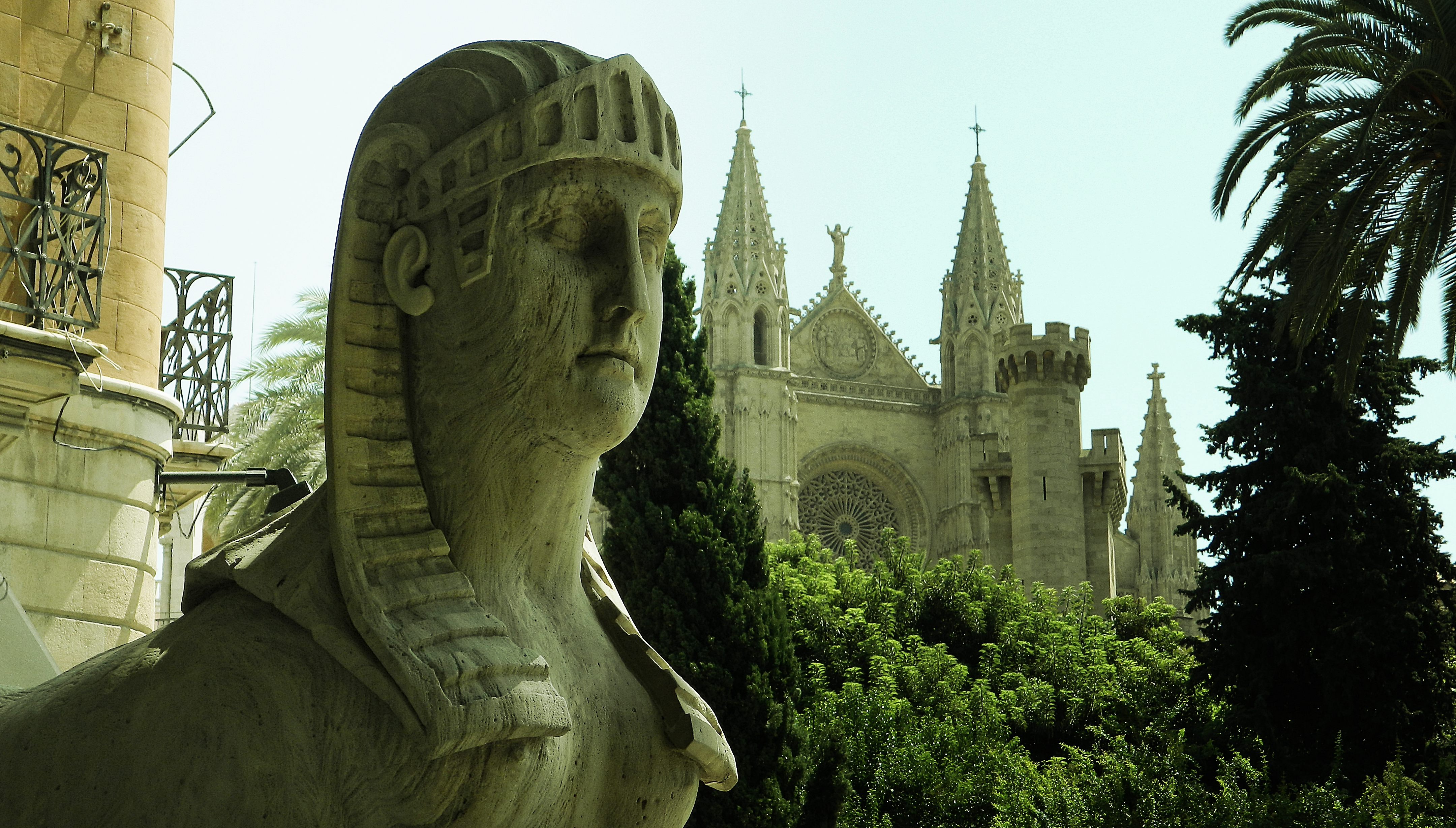
Vista desde plaza de la Reina/esquina Borne

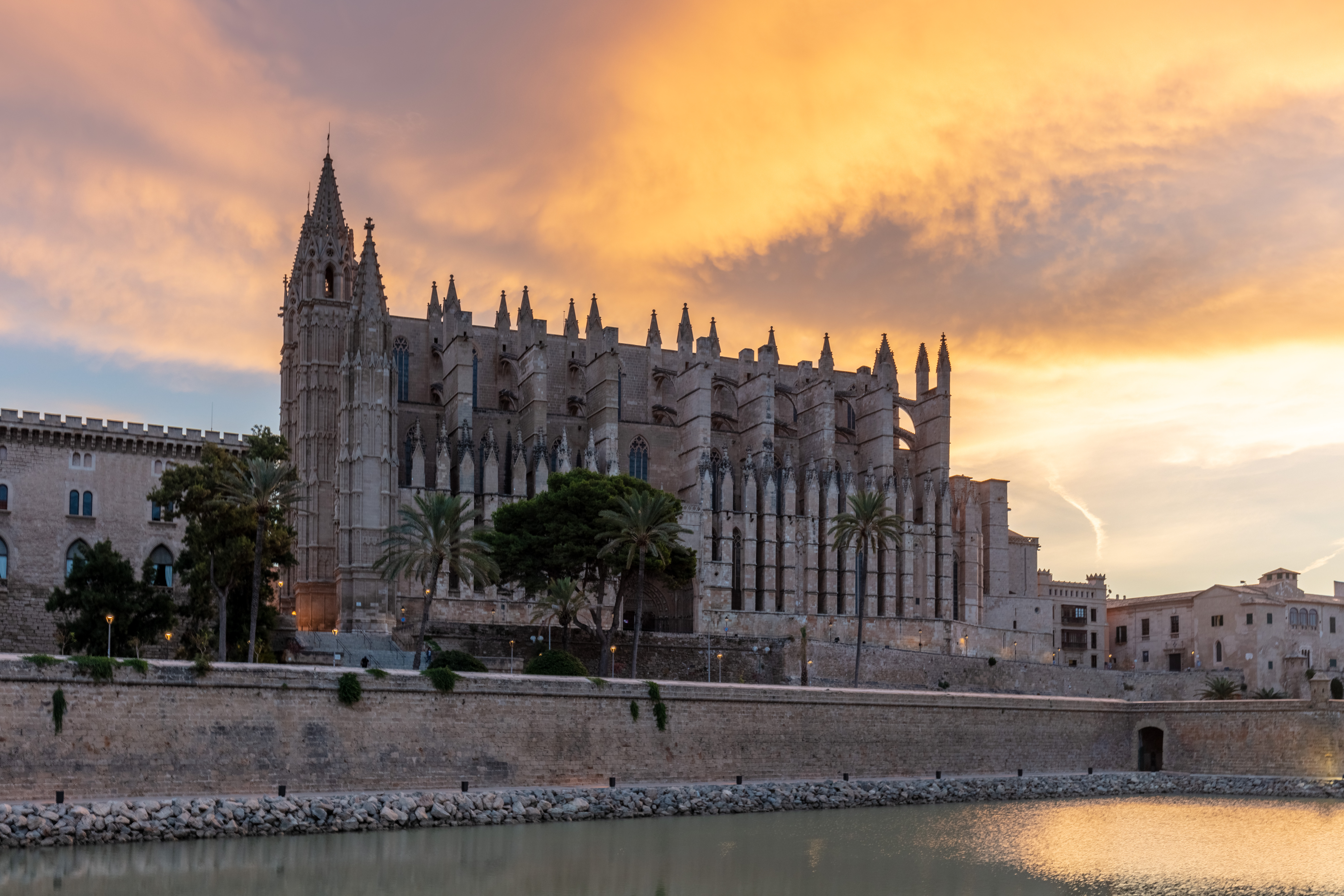
Vista al amanecer.

La conquista de la isla en poder de los musulmanes por parte de Jaime I el Conquistador en 1229 va a producir, entre otras cosas, el restablecimiento de la diócesis de Mallorca, aunque el nuevo obispo Raimon de Torrelles no va a ser nombrado hasta finales de 1237. Entre estos años entre 1230 hasta 1256 se van a realizar obras y consagraciones parciales ya durante el mandato del obispo Pere de Morella en 1269 y 1271. Las obras comenzaron sobre el lugar que ocupaba la mezquita de Madîna Mayûrqa, la cual se fue derruyendo a medida que avanzaban las obras del nuevo edificio, hasta que esta terminó de ser derribada en el año 1386. Las obras de la catedral comenzaron a finales del siglo XIII y se mantuvieron durante tres siglos y medio. El primer arquitecto del proyecto fue Ponç des Coll, quien comenzó construyendo la capilla de la Trinidad, al este. A Ponç le siguió en el cargo Jaime Fabre, arquitecto también de la iglesia de Santo Domingo de Palma y de la catedral de Barcelona. Posteriormente, entre los años 1314 y 1327, se construyó la actual capilla Real, tras haber ensanchado hacia el mar la plaza del Mirador. A mediados del siglo XIV se continuó la obra con la construcción de las tres naves, momento en el que intervino Berenguer de Montagut. Se cree que parte del material usado, provino de la cala de Portals Vells, de donde extrajeron bloques perforando en un acantilado unas enormes cuevas, los cuales se transportaban por barco hasta Palma.

### Teorías de construcción
Se barajan tres teorías sobre la edificación de sus tres naves y ábsides. La primera, que ha quedado obsoleta y que ya nadie defiende, es que, tal y como la conocemos actualmente, responde al plan original del proyecto de la obra. La segunda teoría expuesta en el siglo XX por el arquitecto Guillem Forteza y basada en indicios a partir de la misma construcción, afirma, que originalmente debía tener una única nave con la misma anchura que la capilla Real, y que por lo tanto, la nave debía de continuar hasta el campanario con la misma altura y estructura que la capilla, por lo que a mediados del siglo XIV se decidió cambiar el plan de la obra y hacer tres naves, todo lo contrario a lo que sucedió en otras catedrales, como las de Perpignán o Gerona. La tercera y última teoría, basada también en indicios constructivos, parte de un cambio en el plan de la obra, pasando a tres naves, como en la catedral de Barcelona, todas ellas de menor altura que las actuales y con poca diferencia entre la nave central y las laterales, como en la ya mencionada de Barcelona y en la de Santa María del Mar. A mitad del siglo XIV se decidió elevar todas las naves. Se trató de un cambio relacionado con la reincorporación del Reino de Mallorca a la Corona de Aragón en 1343 por parte de Alfonso III de Aragón. 

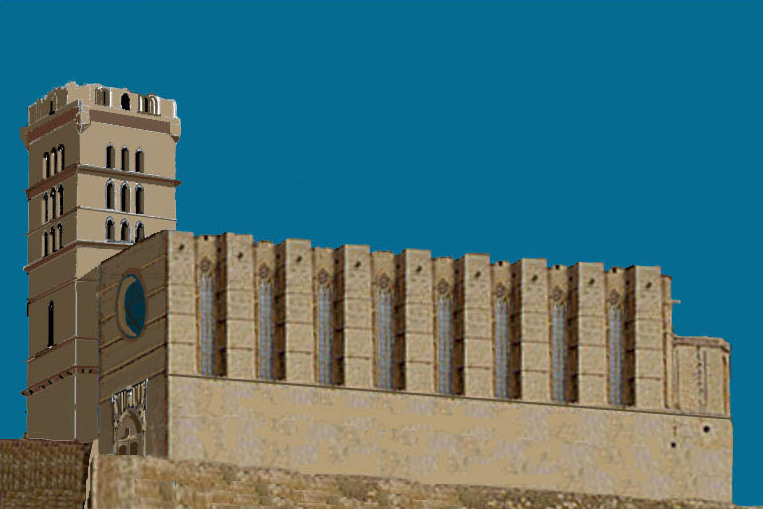
Reconstrucción hipotética de la Seu de Mallorca según el plan inicial de una nave a principios del (Antoni I. Alomar)

Gabriel Alomar opina que los tres ábsides de la catedral de San Juan Bautista de Perpiñán siguen el modelo de la de Mallorca. Pero la primera piedra de San Juan se puso en 1324, cuando en la isla no se había cambiado aún el plan, puesto que dicho cambio se produjo alrededor de 1330, y ni tan sólo se había terminado la capilla Real, que se finalizó en 1327.
Según Marcel Durliat, en 1368 los arquitectos eran Jaume Matas y Llorenç Sosquela. Sin embargo, autores como Alexandre Cirici y Agustín Durán Sanpere defienden que el arquitecto al frente del proyecto durante el cambio de plan era Berenguer de Montagut. Las obras fueron dirigidas entre 1386 y 1397 por Guillem Oliveres, mientras que Pere Morei, Jean de Valenciennes, Henry el Alemán y Guillem Sagrera fueron los encargados de esculpir el portal del Mirador, en piedra de Santañí. En 1430 se terminó la bóveda norte, lo que indica que en un siglo de trabajos se había completado la mitad de la catedral. En 1498 se construyó el Portal de l'Almoina. El portal Mayor fue construido por Miquel Verger entre 1594 y 1601, año en que el templo se consagró.
Algunas bóvedas se derrumbaron durante los siglos XVII y XVIII por la poca anchura de las columnas en comparación con la inmensa luz de los arcos. Sin embargo, la catedral se mantuvo en pie. En 1854 se iniciaron las obras de remodelación de la fachada, a cargo del arquitecto Juan Bautista Peyronnet.

### Reforma de Antoni Gaudí
El arquitecto catalán Antoni Gaudí realizó una reforma entre 1904 y 1914, cuando el obispo de la diócesis en aquel momento era Pere Campins. Esta reforma fue criticada sobre todo por la demolición de diversos elementos adosados que poseía, como el corredor dels Ciris (pasillo de los Cirios en catalán), de estilo mudéjar.
Gaudí eliminó el retablo barroco de la capilla Real que tapaba la capilla de la Trinidad y el retablo gótico y comenzó a abrir ventanas y rosetones. Gaudí trasladó el altar mayor hasta estar debajo de la primera vuelta del presbiterio y movió la sillería del coro, obra de Felip Fulló, desde el coro renacentista, en mitad de la nave central, hasta los muros laterales de la capilla Real. Entre la capilla Real y la primera columna construyó unas tribunas con elementos del coro y del presbiterio y colocó las tronas a continuación de las columnas mencionadas. También son obra de Gaudí la decoración de cerámica de los escudos de armas del obispo de Mallorca, ubicados en el muro que existe en cada costado de la cátedra episcopal, y en el mismo lugar los textos del pontificado romano con letras de hierro forjado dorado. Asimismo, es obra del arquitecto catalán la reja que cierra el ábside principal, con el escudo de la ciudad dividido en sus dos elementos, los lampadarios de las columnas, popularmente, los trobigueres, la maqueta del baldaquino, colgada con cables y con una iluminación eléctrica interior que debía ser provisional, el tornavoz de la cantoría o trona mayor, actualmente desaparecido, y el diseño de los símbolos de la basílica, y otros elementos.
Juan Rubió, Josep Maria Jujol, Guillem Reynés Font y Joaquín Torres García colaboraron con Gaudí. Josep M. Jujol comenzó a policromar la sillería y el muro posterior con una representación del universo realizada con salpicaduras de pintura. Esta intervención se interrumpió por la gran oposición que provoca, pero la parte ya realizada es visible. En 2010 se restauró el conjunto de 170 metros cuadrados de murales cerámicos.

### Reforma de Miquel Barceló
La capilla de San Pedro fue renovada por Miquel Barceló durante cinco años entre 2001 y 2006 y se ha convertido en un nuevo atractivo turístico. La obra de Barceló representa la eucaristía a través de la multiplicación de los panes y los peces, la cual le permite mostrar la fauna marina, y las bodas de Caná alrededor de Cristo resucitado.
El cubrimiento de las paredes de la parte inferior de la capilla realizada en cerámica pintada alberga una superficie de 300 metros cuadrados y fue elaborada en el taller del ceramista Vicenzo Santoriello, en Vietri sul Mare, cerca de Nápoles. Barceló también es el autor del mobiliario litúrgico: el altar, el ambón, la silla presidencial y dos pedrizos. Tanto la destrucción de la capilla anterior como el nuevo diseño, sobre todo la representación de Cristo, fue motivo de una fuerte polémica. También fueron objeto de discusión la oscuridad de los vitrales, de 12 metros de altura, pintados con grisalla para recrear la luz submarina, y los honorarios del artista. Los principales defensores de la nueva capilla fueron el obispo Teodor Úbeda i Gramage y el canónigo Pere Llabrés i Martorell y la reforma fue llevaba a cabo por la Fundació Art a la Seu, con la financiación de diversas instituciones públicas y entidades privadas. En la actualidad la anterior verja artística de la capilla permanece desmontada en la verja del portal del Mirador expuesta desde hace años a las inclemencias del tiempo.
Desde el 9 de septiembre de 1905, la catedral tiene la consideración de Basílica menor, título otorgado por la Santa Sede.

## Características

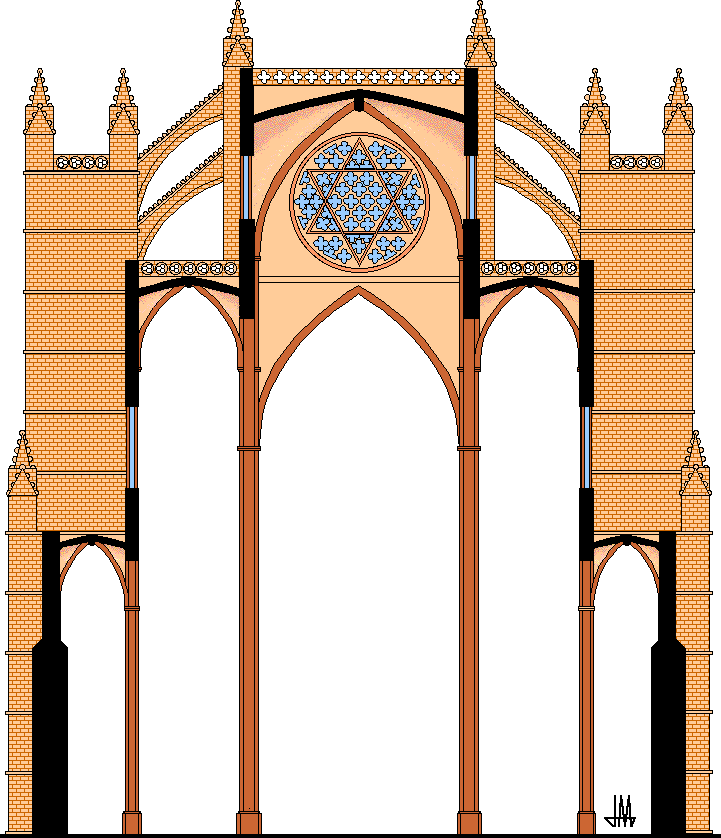
Alzado de la sección de la Seu de Mallorca, destacando su enorme rosetón y la utilización de grandes arbotantes, debido a la diferencia de altura entre la nave central y las laterales

Es una construcción de estilo gótico levantino, con claras influencias norte europeas, mide 121 metros de largo y 55 de ancho. No se conoce el nombre de sus arquitectos, aunque hay constancia de numerosos artistas que trabajaron en ella (escultores y pintores). El gótico levantino se caracteriza por no seguir los modelos clásicos franceses, sino por usar una planta de salón al estilo alemán, estrictamente basilical (Hallenkirche): con tres naves sin girola ni crucero. Tiene tres capillas paralelas en la cabecera y numerosas capillas laterales entre los contrafuertes.
Su alzado no sigue tampoco los modelos franceses ("sección ad-triangulum"), pero es el típico de las plantas de salón levantinas (llamado "sección ad-quadratum"), debido a que existe una importante diferencia de altura entre la nave central y las naves laterales. Esto, por una parte, permite alcanzar una inédita altura interior de 44 m y abrir un amplísimo claristorio (en el que destaca el rosetón), aunque las ventanas son estrechas para contrarrestar el fuerte sol mediterráneo. También obliga a usar muchos contrafuertes, con doble arcada de arbotantes a la usanza del norte europeo, cosa nada habitual en las iglesias levantinas.
Su rosetón mayor, el conocido como el ojo del gótico (con un diámetro de alrededor de 13,8 m y casi 150 m²), es uno de los más grandes del mundo gótico. Otra característica del rosetón es su localización (situado sobre el altar central en la cabecera, y no a los pies como es habitual) y también la existencia de una gran estrella de seis puntas (estrella de David) inscrita en él.
Otros elementos arquitectónicos a destacar son los dos portales laterales, los pilares y los cambios producidos a principios del siglo XX. Destacan los púlpitos, obra de Juan de Sales, realizados entre 1529 y 1531, situados originalmente en la nave central, junto con el coro, cuyo portal era del mismo autor.
En cuanto a los portales, la puerta principal no se encuentra a sus pies, sino en su fachada sur: el Portal del Mirador, llamado así porque se encuentra en la fachada que mira al mar. El tema representado tampoco es un tema clásico, sino que se trata de "la última cena". La tradición cuenta que el tema fue seleccionado intencionadamente por el gran número de judíos conversos que habitaban Palma. La idea era hacerles bien visible un tema (la transformación del pan y el vino) completamente cristiano, sin relación con la tradición del Antiguo Testamento. En el portal opuesto se encuentra uno de los mejores ejemplos de escultura gótica en Mallorca: un ángel con las alas desplegadas, obra de Guillem Sagrera, arquitecto no sólo de la Seu, sino también de otro de los mejores ejemplos de arquitectura gótica (en este caso civil) de las Baleares: la Lonja de Palma. Enmarcando el ángel se perfila una hermosa tracería adornada con cardinas (flores de cardo) de desproporcionado tamaño.

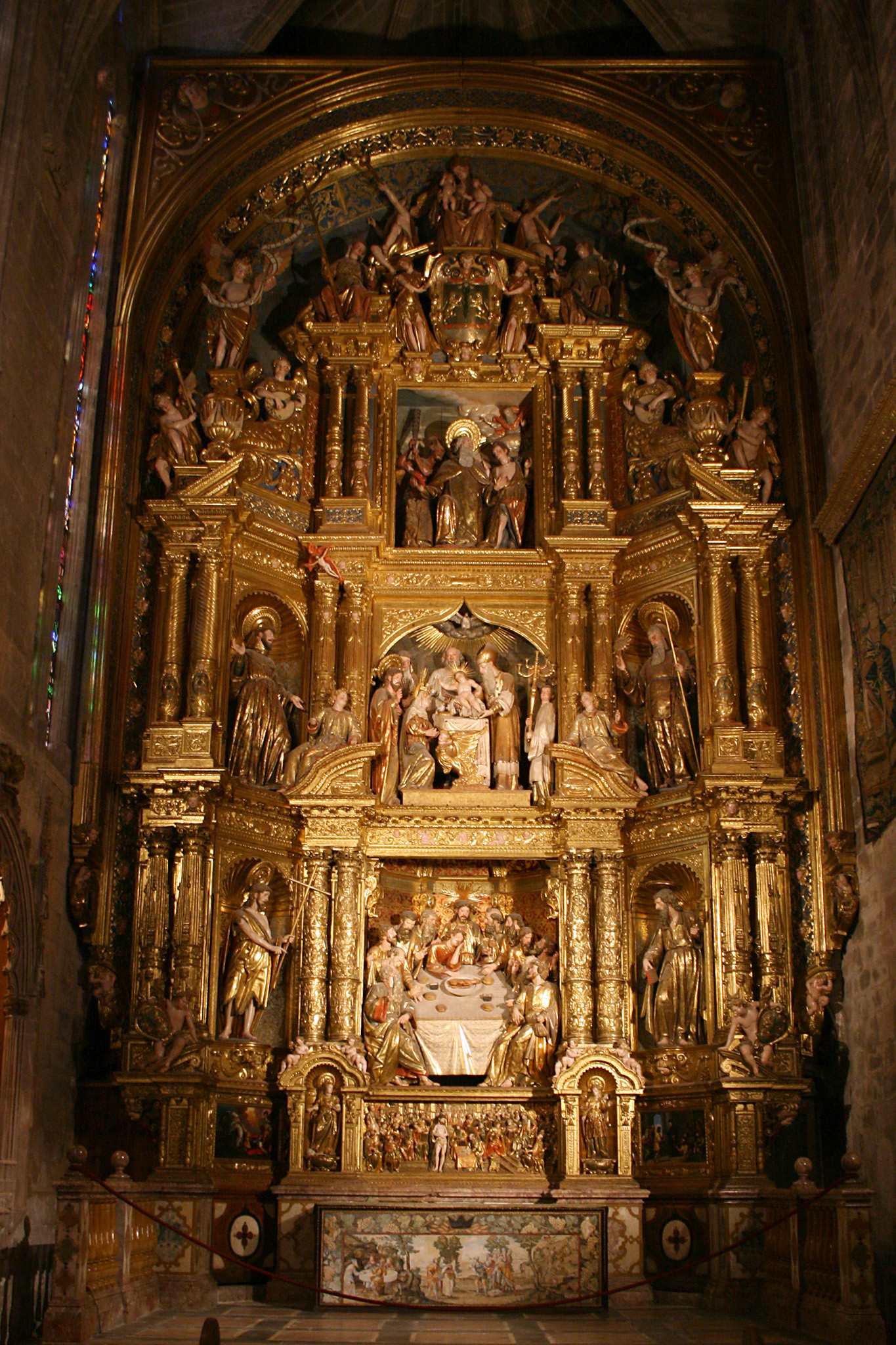
Retablo del Corpus Christi

Los pilares que soportan la cubierta pueden ser considerados como una auténtica maravilla arquitectónica desde el punto de vista de la ingeniería. De sección octogonal, muy esbeltos y sin columnillas adosadas, alcanzan la máxima altura permitida por el material utilizado, ofreciendo un amplio espacio abierto para los fieles y, junto con el rosetón de la cabecera, la presencia de uno de los mejor conseguidos "espacio-camino" góticos del mundo.
A principios del siglo XX, el arquitecto Antoni Gaudí dirigió una serie de trabajos destinados a recuperar parte del espacio original. Los principales cambios producidos fueron: la eliminación del coro situado en el centro de la nave, que fue dividido en dos y trasladado a los laterales, colocándolo sobre sendos grupos de columnas; la elaboración de un baldaquino para el altar mayor (proyecto inacabado, ya que el existente es una maqueta del definitivo que debería haberse realizado en metal); la creación de un nuevo púlpito (situado a la izquierda del altar mayor) y la introducción de diferentes elementos ornamentales de diseño modernista (el cierre del altar mayor y las llamadas "tobilleras" o candelabros colocados en los pilares que sostienen la nave central). Las obras las dirigió Juan Rubió, ayudante de Gaudí, interviniendo también Josep Maria Jujol, el escultor Vicenç Vilarrubias y los pintores Joaquín Torres García, Iu Pascual y Jaume Llongueras.
Cabe destacar la Casa de la "Almoina" (limosna), edificio anexo a la Catedral por el campanario, el cual actualmente alberga el Archivo Capitular de Mallorca, el archivo de la Catedral. La torre campanario, que se ubica en el flanco norte de la catedral, tiene planta cuadrada y alcanza los 47,8 m de altura.

## La catedral como panteón funerario

### Panteón de los reyes de Mallorca
Jaime II de Mallorca ordenó en su testamento de 1306, ser enterrado en una capilla dedicada a la Trinidad que se edificaría en la catedral. A principios del siglo XIV va a ser precisamente en esta capilla desde donde se van a comenzar las obras de la catedral, junto al presbiterio que la documentación denominada como «capilla nueva» y actualmente como capilla Real, seguramente a la muerte del rey en el año 1311 la capilla no estaría finalizada. Las obras continuaron durante el reinado de Sancho I y Jaime III de Mallorca.
El ábside central o capilla Real, alberga tres tramos con el escudo de los Cuatro Palos y el de la ciudad de Mallorca en las claves de bóveda y el de los Cuatro Palos repetidos por los muros. Al fondo se encuentra la cátedra episcopal (1346) de mármol blanco de Carrara con dorados añadidos por Antoni Gaudí. Detrás de este trono se abrió, a siete metros de altura de la capilla de la Trinidad, de dos plantas, una alta abierta en la nave central que se va a realizar con arcosolio en sus muros preparados para albergar las sepulturas reales. Este santuario elevado, parecido al de la iglesia de Santa Cruz de Palma y a las dos plantas de la capilla palatina del palacio de los Reyes de Mallorca en Perpiñán, es de dos tramos.
Fue construido como panteón familiar de la dinastía privativa de Mallorca, y desde 1947 alberga los cenotafios de Jaime II y Jaime III de Mallorca, realizados por el escultor Frederic Marès i Deulovol. La otra planta bajo está a ocho metros de profundidad y estuvo pensada en origen como una cripta y se utiliza actualmente como sacristía.

### Otros sepulcros
Una de las aportaciones barrocas a la catedral es el sepulcro del obispo Panyelles en la capilla de San Benito, que «resume con materiales pobres y escala menguada diversas sugestiones del Barroco italiano, desde la perspectiva fingida de la arquitectura del fondo hasta el amenazador esqueleto de la tumba que hizo Bernini para el papa Alejandro VII en el Vaticano».

## Claustro

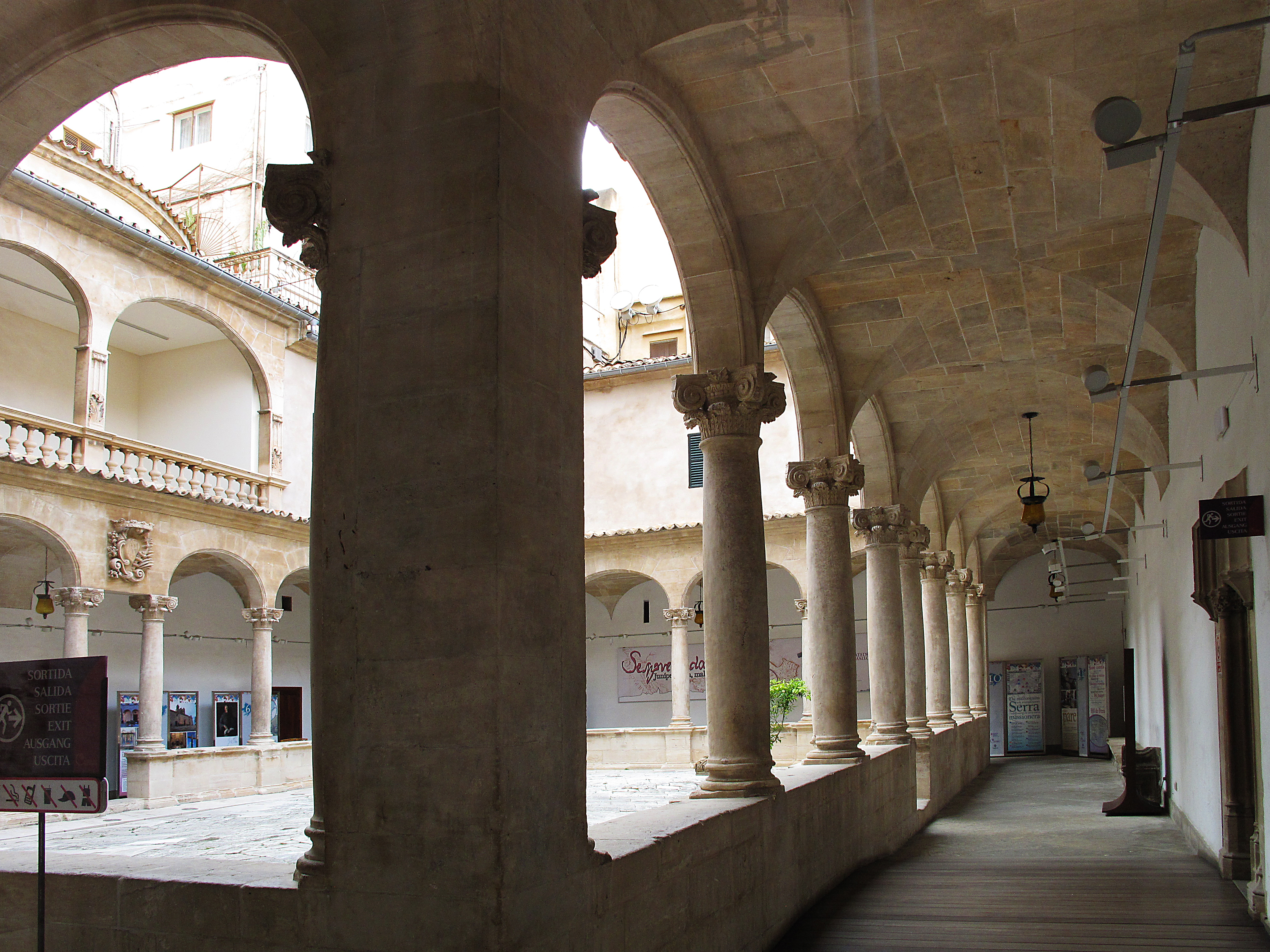
Claustro.

El claustro se construyó a principios del siglo XVIII, en la misma época en que se construyó la sala capitular. El claustro de la catedral de Palma de Mallorca es más bien un patio y no tanto un claustro, pues sus proporciones impedirían la celebración de procesiones y la apertura de capillas y cenotafios que caracterizan a los verdaderos claustros.

## Órgano

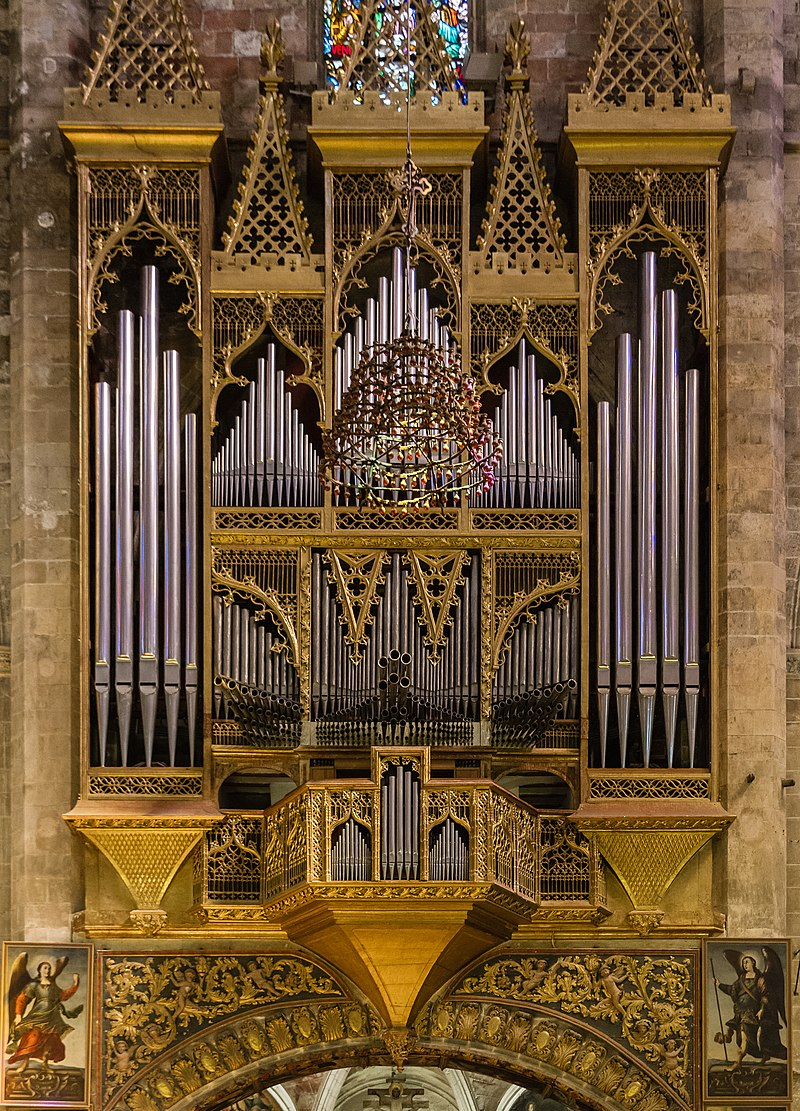
Órgano

El gran órgano es obra de los organeros mallorquines Gabriel Tomàs y Josep Bosch de finales del siglo XVIII, construido en los años 1795-1797 en la caja de órgano existente por Pablo Rosell, que data del 1477. En 1929 se modernizó el instrumento, p. se amplió la gama de registros. Fue restaurado en 1993 con órganos de Albert Blancafort y Pere Reynés. El órgano está en el lateral de la nave. Tiene 54 registros, 4 teclados manuales de 56 notas y pedal de 30 notas.